# Stadio 5 luglio
Lo Stadio 5 luglio (in turco 5 Temmuz Stadyumu)) è un impianto sportivo situato ad Alessandretta, in Turchia.
È lo stadio di casa del İskenderun Demir Çelikspor e del İskenderunspor.
Dopo varie ristrutturazioni, nel 2008 la capienza dello stadio è stata portata a 12 390 posti a sedere. 
Nel 2008 vi sono stati installati dei parafulmini in tribuna, una biglietteria elettronica, un maxischermo ed è stato potenziato il sistema d'illuminazione.
Il campo è in erba naturale e misura 68 x 105 metri.